# 三文字頭字語
三文字頭字語（さんもじとうじご、three-letter acronym）または三文字略語（さんもじりゃくご、three-letter abbreviation）、略して TLA は、（主としてラテンアルファベット）3文字からなる頭字語である。これらは通常、複合語を構成する各単語の頭文字だけを並べたもので、全て大文字で書かれる。"TLA"という語自体も三文字頭字語である（自己整合語）。
ほとんどの三文字頭字語は、1字ずつアルファベットの名のままで読む（イニシャリズム）。例えば、United States of America の略語"USA"は、「ユーサ」「ウサ」ではなく「ユーエスエイ」と発音する。一部の三文字頭字語は、通常の単語と同じように発音する。例えば、computer-aided design の略語"CAD"は「キャド」と発音する。

## 例
- 国名：UAE, USA
- 人名：FDR, JFK, LBJ
- 駅コード：ABN, AKB, KWS
- 空港コード：HKG, HND, KIX
- コンピュータ用語：CPU, DOS, RAM, ROM, GNU
- 拡張子：JPG, XLS
- 会社名：IBM, BMW,AMD, MTR, NEC
- 役職名：CEO, CFO
- 官庁名：CIA, FBI, NSA
- 放送局：ABC（豪, 米）, BBC（英）, CBC（加, 日）, NHK （日）,  TVB （香港）
- 化学・生物学・薬学：GMO, LSD, MSG
- 宗教：LDS
- 医療：CAD, CHF
- ネット用語：LOL, OMG
- 軍事・兵器：BFR, RPG
- 戦争・紛争：HYW, WWI
- ISO通貨コード：GBP, USD, JPY
- スポーツ団体：JFA, NFL, MLB, NPB
- スポーツチーム：ARS, FCB, PSG
- 艦船接頭辞：HMS, USS, RMS
- 政党：CCP, LDP
- 標準時：JST
- 作品名：MHA

## 歴史と起源
文献における”three-letter acronym”というフレーズの初出は、1975年である。TLA は生物学のニーモニックとして用いられ、その実用的な利点は1982年にウェーバーによって紹介された。他にも多くの分野で使用されているが、特にコンピュータ関連でよく使われている 。コンピュータ分野における TLA の生成について、1982年の JPL の報告で言及されている。
1980年には、シンクレア ZX81 ホームコンピュータのマニュアルに TLA が使用されていた。1988年の、「本当にコンピュータサイエンスを教えることの残虐性について」（On the cruelty of really teaching computer science）と題する論文で、著名なコンピュータ科学者エドガー・ダイクストラは、「今日、TLA なしではいかなる努力も尊重されないので……」と書いた。1992年までに、マイクロソフトのハンドブックに収められていた。
TLA の使用は、産業と学術の両方で普及し、今日では一般的に理解されている。

## 組み合わせ
A から Z までのアルファベットの26文字を使用して作成し得る TLA（AAA, AAB, ...ZZY, ZZZ）の数は、26×26×26 = 17,576個 である。3文字目に0〜9の数字を使うことができれば、26×26×10 = 6760個 増えて合計 24,336個 となる。 
英語では、WWWは発音すると最長となる TLA であり、一般的には9つの音節が必要となる。TLA の有用性は、表現するフレーズをより短かく言うことができることであるが、"WWW"は略す前の"World Wide Web"の3倍の音節を必要とする。そのため、"WWW"は時折"dubdubdub"（ダブダブダブ）のように発音される。